# Jubel-Ouvertüre
Die Jubel-Ouvertüre ist eine Komposition von Carl Maria von Weber von 1818. Sie wurde im 19. Jahrhundert öfter zu feierlichen Anlässen gespielt.

## Geschichte
Der sächsische Hofkapellmeister Carl Maria von Weber erhielt den Auftrag, eine Jubel-Cantate zum 50-jährigen Thronjubiläum von König Friedrich August I. für den September 1818  zu komponieren.
Er schrieb sie im August 1818 nieder. Nachdem diese beim Festprogramm aber nicht berücksichtigt werden sollte, sagte er seine Beteiligung an den Feierlichkeiten wieder ab. Durch Vermittlung des königlichen Theaterintendanten Heinrich Vitzhum entschied er sich dann, stattdessen eine Jubel-Ouvertüre zu komponieren. Diese schuf er  zwischen dem 2. und 11. September 1818.
Am 20. September wurde sie unter seiner Leitung bei den Feierlichkeiten zum 50-jährigen Thronjubiläum in der Dresdner koniglichen Oper erstmals aufgeführt.
Danach erklang sie bei weiteren feierlichen Anlässen, darunter öfter bei Eröffnungsfeiern neu erbauter Theater in verschiedenen deutschen Städten.

## Gestaltung
Die Ouvertüre in E-Dur wechselt zwischen langsamen getragenen Adagio-Passagen und schnellen Presto assai Läufen. Sie ähnelt im Aufbau den Ouvertüren zu seinen Opern Der Freischütz, Oberon  und Euryanthe.
Am Ende wird die feierliche Sachsenhymne nach der Melodie des britischen God save the King mit reich verzierender Orchesterbegleitung einbezogen.

## Ausgaben
- Ouvertures pour piano à 4 mains de Weber, Littolf's, Braunschweig & New York Digitalisat, Klavierfassung